# Micromeria herpyllomorpha
Micromeria herpyllomorpha là một loài thực vật có hoa trong họ Hoa môi. Loài này được Webb & Berthel. mô tả khoa học đầu tiên năm 1844.